# El Ayoun (Tunisie)
El Ayoun (arabe : العيون ; littéralement « Les Sources ») est une petite ville de l'ouest de la Tunisie.
Située entre Thala et Khmouda, elle est rattachée administrativement au gouvernorat de Kasserine. Elle est à la tête d'une délégation comptant 18 634 habitants en 2004, la ville elle-même comptant alors 3 206 habitants. Elle devient le siège d'une municipalité à la suite du décret du 11 septembre 2015.
La mine d'El Ayoun, fermée depuis l'indépendance du pays en 1956, contient des quantités importantes de zinc et de fer capables de couvrir les besoins nationaux pendant six ans.

## Géographie
El Ayoun est le centre de la délégation du même nom qui s'étend sur 47 188 hectares. Elle est située à 260 kilomètres au sud-ouest de Tunis, à 150 kilomètres à l'ouest de Sfax et à 32,7 kilomètres à l'est de Kasserine.

### Climat
Le climat d'El Ayoun est semi-aride comme une grande partie du Centre-Ouest de la Tunisie.

### Transports
La ville d'El Ayoun est reliée aux villes environnantes par un réseau de louages qui ne cesse de se développer pour assurer la fluidité de la circulation des personnes. La Société nationale de transport interurbain, moins présente, offre aussi le même service. Le transport en commun est assuré par un réseau de taxis.